# يوجين جوزيف
يوجين جوزيف (بالإنجليزية: Eugene Joseph) هو كاهن كاثوليكي هندي، ولد في 8 أكتوبر 1958.